# Kabinett Kallio IV
Das Kabinett Kallio IV war das 21. Kabinett in der Geschichte Finnlands. Es amtierte vom 7. Oktober 1936 bis zum 12. März 1937. Das Kabinett bestand aus den Parteien Landbunds (ML) und Nationale Fortschrittspartei (ED).

## Minister
| Ressort                                                         | Name                | Partei     | Amtszeitbeginn   | Amtszeitende     |
| --------------------------------------------------------------- | ------------------- | ---------- | ---------------- | ---------------- |
| Ministerpräsident                                               | Kyösti Kallio       | ML         | 7. Oktober 1936  | 15. Februar 1937 |
| stellvertretender Ministerpräsident                             | Rudolf Holsti       | ED         | 17. Februar 1937 | 12. März 1937    |
| Äußeres                                                         | Rudolf Holsti       | ED         | 7. Oktober 1936  | 12. März 1937    |
| Justiz                                                          | Urho Kekkonen       | ML         | 7. Oktober 1936  | 12. März 1937    |
| Inneres                                                         | Yrjö Puhakka        | unabhängig | 7. Oktober 1936  | 12. März 1937    |
| stellvertretender Innenminister                                 | Urho Kekkonen       | ML         | 9. Oktober 1936  | 12. März 1937    |
| Verteidigung                                                    | Arvi Oksala         | unabhängig | 7. Oktober 1936  | 12. März 1937    |
| Finanzen                                                        | Juho Niukkanen      | ML         | 7. Oktober 1936  | 12. März 1937    |
| Bildung                                                         | Antti Kukkonen      | ML         | 7. Oktober 1936  | 12. März 1937    |
| Landwirtschaft                                                  | Pekka Heikkinen     | ML         | 7. Oktober 1936  | 12. März 1937    |
| stellvertretender Landwirtschaftsminister                       | Viljami Kalliokoski | ML         | 7. Oktober 1936  | 12. März 1937    |
| Verkehr und öffentliche Arbeiten                                | Jalo Lahdensuo      | ML         | 7. Oktober 1936  | 12. März 1937    |
| stellvertretender Minister für Verkehr und öffentliche Arbeiten | Vihtori Vesterinen  | ML         | 7. Oktober 1936  | 12. März 1937    |
| Handel und Industrie                                            | Kalle Kauppi        | ED         | 7. Oktober 1936  | 12. März 1937    |
| Soziales                                                        | Toivo Janhonen      | ML         | 7. Oktober 1936  | 12. März 1937    |